# Брэйди, Джеймс Генри
Джеймс Ге́нри Брэ́йди (англ. James Henry Brady; 12 июня 1862, округ Индиана, Пенсильвания — 3 августа 1929, Вашингтон) — 8-й губернатор штата Айдахо, впоследствии сенатор от Айдахо.
Джеймс Генри Брейди родился в округе Индиана штата Пенсильвания 12 июня 1862 года. Образование он получал в педагогическом училище города Левенуэрт в Канзасе, куда семья переехала вскоре после его рождения. Карьеру Брейди начал с преподавания. В то же время Брейди изучал право. Позднее он некоторое время занимался недвижимостью. После этого Брейди устроился в гидроэнергетическую компанию в Айдахо. Накопленный опыт позволил ему в 1896 году возглавить национальный конгресс по вопросам орошения сроком на два года. В 1908 году Брейди победил на выборах в губернаторы Айдахо от республиканской партии. Среди достижений его губернаторства:
- введение прямых выборов.
- введение акта, регулировавшего право жителей штата на контроль за продажей спиртных напитков.

Переизбраться в 1910 году Брейди не удалось. Однако на этом его политическая карьера не закончилась: вскоре ему было предложено избраться на должность сенатора от Айдахо, освободившуюся после смерти Уэлдона Хейбёрна. Брейди удалось победить на выборах, и 24 января 1913 года он занял сенаторскую должность. В 1914 году он переизбрался на второй срок, став первым сенатором США, избранным прямым голосованием и на шестилетний срок.
Джеймс Брейди был женат дважды: на Саре Хейнс и на Ирене Мур; от первого брака он имел двоих детей. 13 января 1918 года Брейди скончался от сердечного приступа.